# سوني كارتر
سوني كارتر (بالإنجليزية: Sonny Carter)‏ (و. 1947 – 1991 م) هو ضابط، ورائد فضاء، وطبيب، ولاعب كرة قدم من الولايات المتحدة الأمريكية . ولد في ماكون، جورجيا .
توفي في برونزويك .

## ريادة الفضاء
شارك في المهمات الفضائية:
- STS-33.

## الخدمة العسكرية
خدم في بحرية الولايات المتحدة.

## جوائز
حصل على جوائز منها:
- وسام الجو.